# Liste der Kulturgüter in Winznau
Die Liste der Kulturgüter in Winznau enthält alle Objekte in der Gemeinde Winznau im Kanton Solothurn, die gemäss der Haager Konvention zum Schutz von Kulturgut bei bewaffneten Konflikten, dem Bundesgesetz vom 20. Juni 2014 über den Schutz der Kulturgüter bei bewaffneten Konflikten sowie der Verordnung vom 29. Oktober 2014 über den Schutz der Kulturgüter bei bewaffneten Konflikten unter Schutz stehen.
Objekte der Kategorien A und B sind vollständig in der Liste enthalten, Objekte der Kategorie C fehlen zurzeit (Stand: 1. Januar 2023).

## Kulturgüter
| Foto |                                                                                      | Objekt                                                    | Kat. | Typ | Standort        | Beschreibung |
| ---- | ------------------------------------------------------------------------------------ | --------------------------------------------------------- | ---- | --- | --------------- | ------------ |
| BW   | Datei hochladen · Wikidata zu Käsloch, paläolithische Wohnhöhle (Q29525398)          | Käsloch, paläolithische Wohnhöhle KGS-Nr.: 04755          | A    | F   | 636818 / 246195 |              |
| BW   | Datei hochladen · Wikidata zu Burgfeld, mittelalterliche Burgruine (Q115247937)      | Burgfeld, mittelalterliche Burgruine KGS-Nr.: 02853       | B    | F   | 636650 / 246400 |              |
| BW   | Datei hochladen · Wikidata zu Köpfli, altsteinzeitliche Freilandsiedlung (Q29881392) | Köpfli, altsteinzeitliche Freilandsiedlung KGS-Nr.: 04756 | B    | F   | 636309 / 247037 |              |